# Cuenta nocional
Una cuenta nocional, en el ámbito de los sistemas públicos de pensiones de reparto, es una forma de cálculo de la cuantía de las pensiones de jubilación establecida en algunos países y que consiste en una cuenta individualizada en la que se recogen de forma virtual las aportaciones (cotizaciones) de un cotizante a lo largo de su vida laboral así como los rendimientos teóricos generados por esas aportaciones, calculados a un tipo de interés escogido, denominado nocional. En el momento de la jubilación, el cotizante recibe una pensión que se deriva del fondo nocional acumulado, de la esperanza de vida media a esa edad y del tanto nocional utilizado.
El tanto nocional que constituye el rendimiento hipotético al que se capitaliza el fondo es un tipo teórico de actualización, ligado normalmente a algún índice externo, que varía según los autores y los países que han implantado este sistema y que puede ser, entre otros, la tasa de crecimiento del producto interior bruto (PIB), la tasa de aumento del salario medio del país, la variación de los ingresos por cotizaciones sociales o el tipo de rendimiento de la deuda pública a corto plazo.
Las cuentas nocionales constituyen una modalidad dentro del sistema de reparto, en tanto en cuanto las cuentas individualizadas suponen exclusivamente una anotación contable, pero las aportaciones no se materializan en ningún fondo real. 

## Sistemas de cálculo
Dentro de los sistemas de reparto, en función del procedimiento de cálculo de la cuantía de las prestaciones se distingue dos tipos de modalidades:
- De prestación definida, en los que la cuantía de la pensión se calcula como un porcentaje del salario al final de la vida laboral y la misma suele depender de la vida laboral del individuo teniendo en cuenta el número de años cotizados, coeficientes de actualización y de penalización por jubilación anticipada.
- De contribución definida, en los que la cuantía de la pensión se calcula en función de las cotizaciones realizadas a un fondo o cuenta nocional, que al momento de la jubilación se convierte en una renta vitalicia calculada en función de la esperanza de vida del individuo en ese momento.  Por definición, los sistemas de contribución definida tienen en cuenta toda la vida laboral del individuo en el cálculo de la pensión e incorporan mecanismos de ajuste automático ante cambios en la esperanza de vida.

## Experiencia internacional
El modelo de cuentas nocionales para el cálculo del sistema de pensiones ha sido implantado en varios países como Suecia (1994), Italia (1995), Polonia, Brasil y Letonia.